# St.-Ägidius-Kirche (Höpfingen)

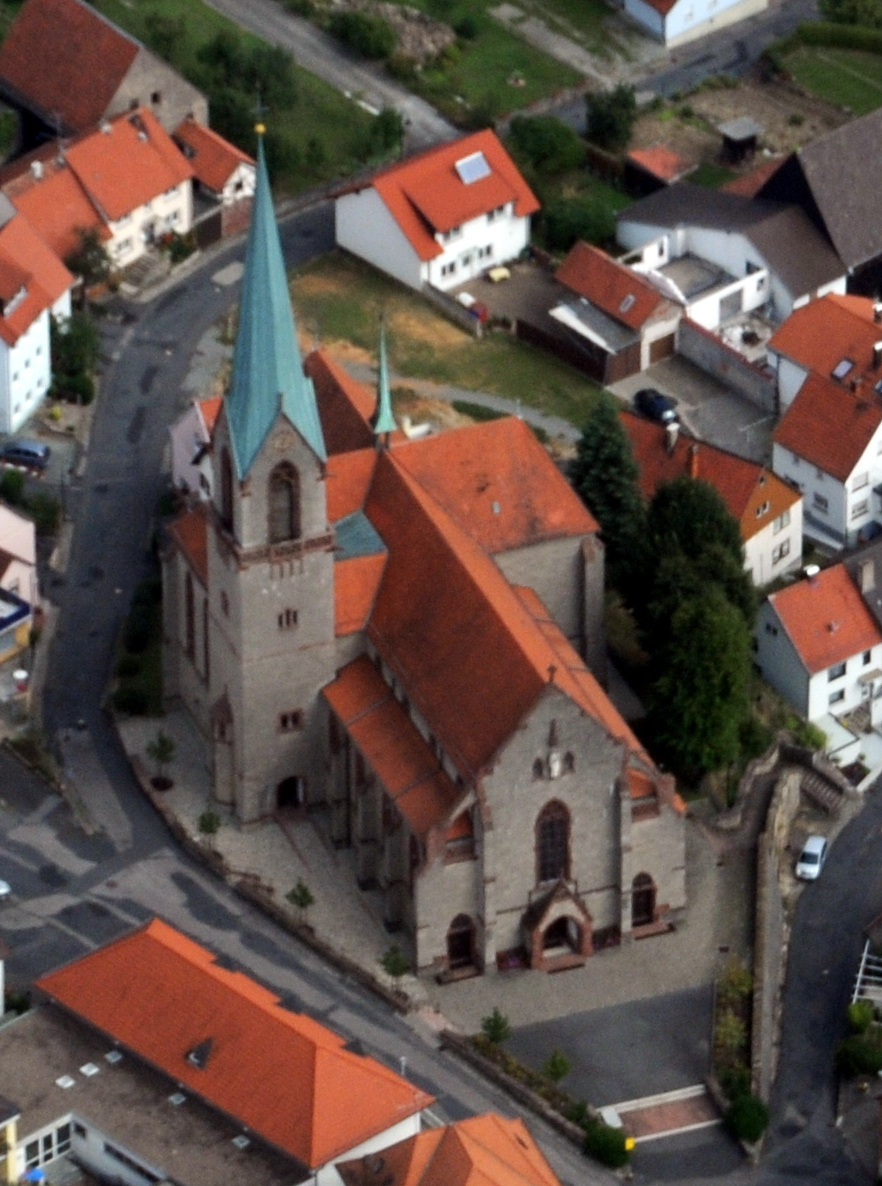
St.-Ägidius-Kirche

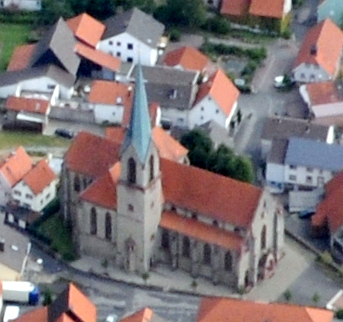
Ansicht von Norden

Die St.-Ägidius-Kirche ist eine katholische Kirche in Höpfingen im Neckar-Odenwald-Kreis im Norden Baden-Württembergs. Sie wurde zwischen 1906 und 1908 nach den Plänen von Ludwig Maier im neugotischen Stil erbaut.

## Geschichte
Höpfingen wurde im Jahr 1236 erstmals urkundlich erwähnt. Kirchlich war der Ort wohl eine Filiale von Hardheim, bis 1400 erstmals ein Pfarrer in Höpfingen erwähnt wird. Die Ortsherrschaft lag bei den Rittern von Hardheim, die um 1558 die Reformation einführten. Als 1607 der letzte Hardheimer starb, fiel Höpfingen an den Bischof von Würzburg, der den Ort rekatholisierte.
Die 1342 erbaute Kirche war im 18. Jahrhundert in einem ruinösen Zustand, so dass sie 1752/53 durch einen barocken Neubau ersetzt wurde. Zu Beginn des 19. Jahrhunderts wurde Höpfingen zunächst ein Teil des Fürstentums Leiningen und gelangte dann 1806 an Baden. Die Großherzöge verfolgten das Ziel, eine Diözese in Übereinstimmung mit den Grenzen des Landes zu bilden. So gelangte Höpfingen 1817 zunächst zum bischöflichen Vikariat Bruchsal und schließlich 1821/27 zum neu gegründeten Erzbistum Freiburg. Das Patronatsrecht aber lag noch bis 1863 bei den Fürsten von Leiningen.
Im 19. Jahrhundert war die St.-Ägidius-Kirche baufällig und durch die gewachsene Bevölkerung zu klein geworden. Zwischen 1883 und 1886 wurde sie noch einmal renoviert, doch zwanzig Jahre später stellte die Gemeinde den Antrag für einen Kirchenneubau. 1906 wurde mit dem Bau begonnen. Die Pläne stammten vom Leiter des erzbischöflichen Bauamts Heidelberg Ludwig Maier, die Bauleitung hatte Franz Sauer inne. Am 27. September 1908 konnte der erste Gottesdienst in der neuen Kirche gefeiert werden und im Jahr darauf am 10. Mai 1909 wurde die Kirche vom Freiburger Erzbischof Thomas Nörber konsekriert. Nörber stammte aus dem Nachbarort Waldstetten, heute ein Ortsteil von Höpfingen. Die Ausstattung wurde in den folgenden Jahren vervollständigt. Der Hauptaltar und die Seitenaltäre, die Kirchenbänke und ein Beichtstuhl aus der alten Barockkirche von 1743 waren 1908 an die Kirche in Strümpfelbrunn abgegeben worden, wo sie heute noch erhalten sind. 1910 wurde die Orgel beschafft und 1914 der Kreuzweg. Die Seitenaltäre wurden nach dem Ersten Weltkrieg 1926/27 aufgestellt und schließlich wurde die Kirche 1928/29 ausgemalt.
1952 wurde das Haus vor der Kirche erworben und an seiner Stelle ein Platz angelegt. Nach dem Zweiten Vatikanischen Konzil erforderte die Liturgiereform eine Umgestaltung des Innenraums 1974/75. In den 1980er Jahren wurde die Kirche renoviert. Höpfingen und Waldstetten waren lange rein katholische Orte. Bei der Volkszählung 1987 waren nur vier Prozent der Einwohner evangelisch. 2003 schlossen sich die St.-Ägidius-Pfarrei und die St.-Justinus-Pfarrei in Waldstetten zur Seelsorgeeinheit Höpfingen zusammen.
In den Jahren 2010 und 2011 wurden der Kirchenplatz und die Straße neben der Kirche grundlegend saniert.
Seit 2008 gehört die Ägidiuskirche zur Seelsorgeeinheit Hardheim-Höpfingen im Madonnenland, die dem Dekanat Mosbach-Buchen des Erzbistums Freiburg zugeordnet ist.

## Beschreibung

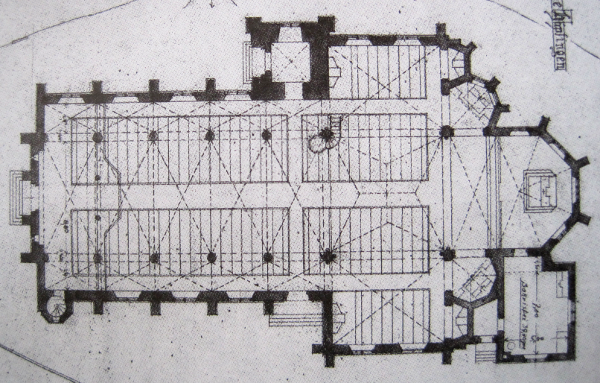
Grundriss

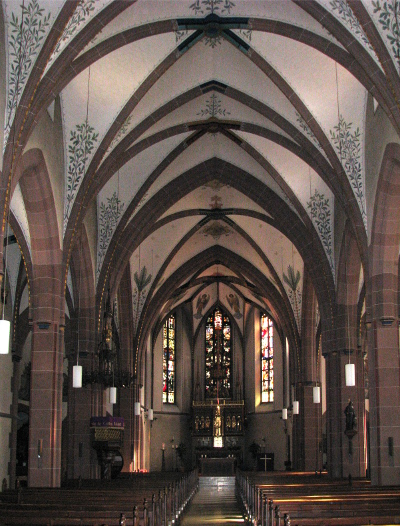
Innenraum

Die St.-Ägidius-Kirche steht im Zentrum des alten Ortskerns von Höpfingen, an der Stelle, wo sich bereits die beiden Vorgängerkirchen befanden. Das unregelmäßige Grundstück ist von drei Straßen eingerahmt. Der Architekt Ludwig Maier schuf eine dreischiffige Basilika im neugotischen Stil mit Vierung, Querhaus und Chor mit 5/8-Schluss im Osten. Der Kirchturm mit seinem achteckigen spitzen Dach ist im Winkel zwischen linkem Querhaus und Langhaus platziert. Über der Vierung sitzt ein spitzer Dachreiter. Das Äußere der Kirche ist geprägt von Werksteinmauern aus hellem Sandstein, die mit dunklem Sandstein gegliedert sind. Der Haupteingang ist an der westlichen Stirnseite. An der Fassade über dem mit einem Wimperg verzierten Portal befindet sich eine Madonna.
Im Innern herrschen neugotische Formen vor. Anders als bei vielen anderen Kirchen ihrer Zeit fanden hier später kaum Purifizierungen statt, so dass der Originalzustand weitgehend erhalten blieb. Das Mittelschiff ist relativ breit angelegt, während die beiden Seitenschiffe vergleichsweise schmal sind. Spitzbogige Arkaden trennen die Schiffe, die Pfeiler führen in Kreuzgratgewölbe. Blickfang ist der prächtige Hochaltar im Chor. Er wurde 1909 von Thomas Buscher geschaffen, der auch bei anderen Kirchbauprojekten mit Ludwig Maier zusammenarbeitete. Auf den geschlossenen Flügeln des Altars befinden sich Reliefs von Heiligen, im geöffneten Zustand sind Szenen aus der Bibel zu sehen. Darüber thront eine Kreuzigungsgruppe.
Der Zelebrationsaltar wurde in den 1970er Jahren aufgestellt. Er wurde aus der ehemaligen Chorbrüstung hergestellt. Die Seitenaltäre schuf zwischen 1925 und 1927 der Bildhauer Ferdinand Kossian. Links steht der Muttergottesaltar, rechts der Josefsaltar. Ein weiteres Werk Kossians steht an der äußeren Südmauer der Kirche. Er gestaltete 1921 nach dem Ersten Weltkrieg das Kriegerdenkmal. Ein weiterer Altar wurde 1940 im linken Querhaus aufgestellt. Er stammt von Fridolin Rupp, Bildhauer aus Schwetzingen. Er schuf 1936 auch das Missionskreuz am Turmeingang.
Die kunstvolle Kanzel schnitzte 1908 Pius Hausch. Der Kreuzweg stammt aus der Eberle'schen Kunstwerkstätte der Gebrüder Mezger. Ausgemalt wurde die Kirche 1928/29 von den Gebrüdern Hemberger. Die Gewölbe wurden mit floralen Mustern verziert. Im Langhaus befinden sich die Vierzehn Nothelfer, in der Vierung die vier Evangelisten und im Chor vier Engel. Im Querhaus sind, ergänzend zu den Seitenaltären, Gemälde mit Maria und Josef. Der Taufstein und mehrere Heiligenstatuen, die zum Teil noch aus der Vorgängerkirche stammen, ergänzen die reiche Ausstattung.

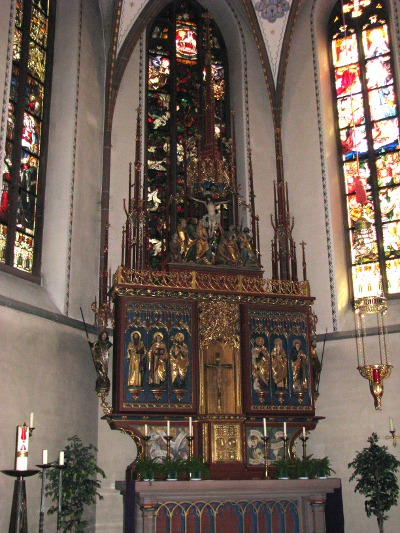
Hochaltar
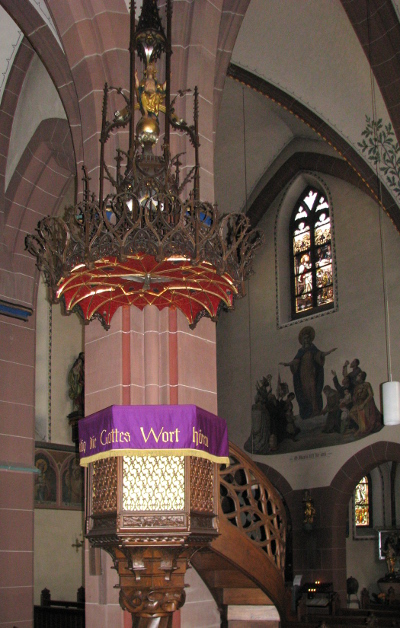
Kanzel
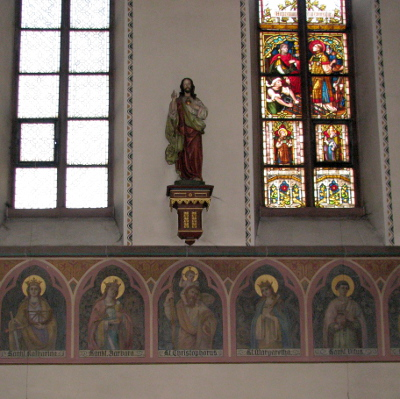
Nothelfer und Herz-Jesu-Statue im Seitenschiff
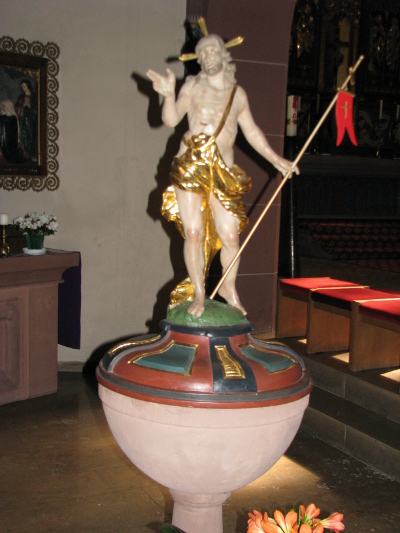
Taufstein

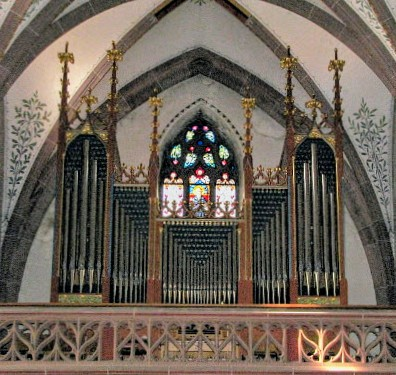
Vleugels-Orgel

Die erste Orgel wurde 1910 von H. Voit & Söhne erbaut. Bereits im Sommer darauf gab es erste Schäden, weil durch das Frontfenster die Orgel der Witterung ausgesetzt war, worauf das Fenster zugemauert wurde. 1982 wurde das nun isolierte Fenster mit dem Motiv des Kirchenpatrons St. Ägidius rekonstruiert und eine neue Orgel von Orgelbau Vleugels aufgestellt. Das Instrument hat 23 Register auf zwei Manualen und Pedal. Die Voit-Vleugels-Orgel wurde 2007 restauriert.
Nachdem 1942 im Zweiten Weltkrieg alle Glocken bis auf eine abgeliefert werden mussten, wurden 1950 vier neue Glocken beschafft, die die Glockengießerei Schilling aus Heidelberg goss. Die alte h'-Glocke der Glockengießerei Grüninger von 1908 wurde in das neue Geläut integriert.
| Name                  | Ø cm | kg   | Ton   |
| --------------------- | ---- | ---- | ----- |
| Christus König        | 147  | 1875 | cis'  |
| St. Ägidius           | 123  | 1054 | e'    |
| Maria Friedenskönigin | 96   | 497  | gis'  |
| St. Kilian            |      | ~350 | h'    |
| St. Josef             | 71   | 192  | cis'' |